# Violès
Violès – miejscowość i gmina we Francji, w regionie Prowansja-Alpy-Lazurowe Wybrzeże, w departamencie Vaucluse.
Według danych na rok 1990 gminę zamieszkiwało 1360 osób, a gęstość zaludnienia wynosiła 92 osoby/km² (wśród 963 gmin regionu Prowansja-Alpy-W. Lazurowe Violès plasuje się na 324. miejscu pod względem liczby ludności, natomiast pod względem powierzchni na miejscu 601.).